# Retro Klub
A Retro Klub az Irigy Hónaljmirigy 2005-ben megjelent albuma. Később az albumból készült egy epizódja is az Irigy Hónaljmirigy Shownak, ugyanilyen címmel, témával és dalokkal. Ezen az albumon és a tévéműsorban is a klasszikus magyar zenészek, rockegyüttesek kerültek górcső alá (például Illés, Omega, LGT).
A Retro Klub az együttes egyik legkevésbé sikeres albuma, mindössze a 15. helyig jutott csak a Mahasz Top 40 lemezeladási listán.

## Az album dalai
CD
1. Intro – 0:55
2. Ne majmold – 3:01
3. Interlude – 1:20
4. Na mennyé má á... – 3:17
5. Interlude – 0:58
6. A fodrászé nem leszek – 3:49
7. Interlude – 1:02
8. A Pici az agy – 3:53
9. Interlude – 0:27
10. Mondtam Irénnek – 1:30
11. Interlude – 1:01
12. Velem számolj – 3:16
13. Interlude – 1:23
14. Bedugult orrunk – 2:17
15. Interlude – 0:24
16. Gyere, pajtás, gyere – 3:06
17. Interlude – 1:20
18. Mindenki énekel – 2:13
19. Interlude – 0:32
20. Redvás bitang – 1:52
21. Interlude – 0:44
22. Könnyű lányok – 2:57
23. Interlude – 0:39
24. Ugye mi még... – 2:55
25. Húzd meg jobban – 2:12
26. Baki parádé – 3:14
27. Sipos Tamás Dirty Blues – 1:51
28. Mondtam Irénnek (Out Of Tune Version) – 1:32

DVD
- Retro Klub
- Mintamókus
- Extrák (Karaoke verziók + bakiparádé + fotóalbum)